# L'Artothèque
L'Artothèque est un centre de diffusion en arts visuels située à Montréal.

## Description
Basée sur le principe d’une bibliothèque, elle offre un service de prêt d’œuvres d’art et une programmation d’expositions. Au carrefour du centre d’art, du musée et de la bibliothèque, sa singularité s’illustre à travers ses deux espaces communicants : une salle d’exposition et une collection d’œuvres d’art accessible au public. Elle propose également des ateliers de création et des projets de médiation culturelle.
En tant qu’organisme culturel à but non lucratif et possédant une collection de type muséal, L’Artothèque est membre de la Société des musées du Québec (SMQ) et de Musées Montréal.
Située dans l'arrondissement de Rosemont-La Petite-Patrie à Montréal, L'Artothèque débute ses activités en 1995 et organise plusieurs fois par an, en plus de son activité de location, des expositions temporaires en arts visuels, individuelles ou collectives.
La mission de L'Artothèque est sociale, elle vise à démocratiser les arts visuels auprès de publics de proximité. Étant spécialisée en arts visuels contemporains, on retrouve dans sa collection des oeuvres d'art contemporain québécois, canadien et international.